# Filip Diaczan
Filip Nikitycz Diaczan (ros. Филипп Никитич Дьячан, ukr. Пилип Микитович Дячан), ur. 13 października?/25 października 1831 w Roznoszyńcach, zm. 19 stycznia?/1 lutego 1906 w Wysokiem) – ukraińsko-rosyjski filolog klasyczny, historyk starożytności. 
Duchowny greckokatolicki, a następnie prawosławny. Członek ruchu moskalofilskiego; uczestniczył w likwidacji unickiej diecezji chełmskiej.
Nauczyciel w ukraińskim gimnazjum akademickim we Lwowie (1858–1861, 1863–1866), Gimnazjum w Brzeżanach (1862–1863), Gimnazjum w Chełmie (1866–1871), unickim seminarium duchownym w Chełmie (1866–1872), I Klasycznym Gimnazjum Męskim w Warszawie (1872–1895). Wykładowca Cesarskiego Uniwersytetu Warszawskiego (1874–1903).

## Prace
- Metodyczna gramatyka języka mało-ruskiego, Lwów 1865.
- Методична граматика языка мало-руского, Львовъ 1865.
- Геродотъ и его музы: историко-литературное изслѣдованіе, ч. 1, Варшава 1877.
- Основы и времена греческихъ неправильныхъ глаголовъ съ указаніемъ корней и происходящихъ отъ нихъ словъ, Варшава 1881.
- Ко дню юбилея пятидесятилѣтней службы А.Л. Апухтина, попечителя Варшавскаго учебнаго округа, Москва 1890.